# Fort Hall Shoshoni
Fort Hall Shoshoni (Pohogwe, Bohogue), jedna od 4 glavne skupine Sjevernih Šošona čija je povijest i kultura povezana poglavito s Bannock Indijancima, s kojima su u 19. stoljeću zajedno putovali i lovili. U ugovoru potpisanom u Soda Springsu 1863. navode da im se područje prostiralo sve od planina Wind River pa do Salmon Fallsa u središnjem predjelima doline rijeke Snake.
Na rezervat Fort Hall smješteni su godinu dana nakon njegovog utemeljenja, odnosno 1868. gdje su godinu dana prije došli Bruneau i Boise Šošoni. Njihovi potomci i danas žive s ostalim skupinama Sjevernih Šošona i Bannocka, ali se više posebno ne popisuju. U suvremeno vrijeme cijela populacija Bannocka i Šošona na Fort Halu iznosi oko 3,500.